# 尾関当遵
尾関 当遵（おぜき まさゆき、享和2年（1802年） - 慶応4年/明治元年閏4月19日（1868年6月9日））は、幕末期の上野国館林藩後に石見国浜田藩および美作国鶴田藩家老。初名は当務、通称は鉄弥、図書、若狭、長門、隼人。尾関当補（まさみつ）の子。

## 経歴
文政3年（1820年）1月15日に館林藩番頭上席、同5年（1822年）11月6日に用人役、同6年（1823年）8月2日に中老職となる。文政9年（1826年）8月8日に館林藩家老となり、翌10年（1827年）3月27日に城代を兼ね、同年8月に家督相続をする。文政12年（1829年）に加増によって1200石となる。
天保7年（1836年）の浜田移封を機に通称を若狭と改め、慶応元年（1865年）11月25日に再び城代となり、翌月100石を加増される。ところが、慶応2年（1866年）、第二次長州征伐で幕府軍が敗退すると、長州藩軍が隣接する浜田藩に侵攻し、7月に藩主松平武聰は尾関ら家臣を連れて浜田城を脱出、間もなく城は炎上・陥落した。だが、実際にはこの頃には武聰の病が重く、職務が行えない状況であったとされる。浜田城を失った武聰一行は飛領である美作国久米北条郡里公文村（現在の岡山県津山市）に逃れ、程なく近くに鶴田陣屋を設置して幕府から代替として与えられた所領を含めて鶴田藩と称された。
慶応3年（1867年）、大政奉還後に旧幕府と新政府の関係が緊迫すると、長州藩を含む新政府に意を含む一部藩士が大坂に入り、鳥羽・伏見の戦いで旧幕府軍に参加して敗北した。当遵は上洛して、新政府に対して藩のために弁明したが、藩の潔白を証明するために藩主か世子の上洛・謝罪が求められた。しかし、藩主の武聰は病が重く、世子の熊若丸（後の松平武修）も幼少であったため、共には不可能であった。しかし、新政府としても、朝敵の疑いを受けた藩に対してはこの方法で身の潔白を証明させて、討伐の可否を決めていたため、鶴田藩だけに例外を許す訳には行かなかった。このため、朝議は武聰の兄である池田慶徳（鳥取藩主）・池田茂政（岡山藩主）の嘆願もあって、鶴田藩の討伐を行わない代わりに一段重い処分として家老1名の切腹を命じた。それを知った鶴田藩の家臣たちは次々と自分が切腹することを申し出た。しかし、尾関は自分は既に高齢で先がないこと、家中で最も石高が高いことを理由に自分が腹を切ると述べて譲らず、慶応4年閏4月19日に京都・本圀寺にて切腹した。享年67歳。法号は忠良院殿誠義日当居士。
苦渋の決断を下した新政府も鶴田藩の加増を決めると共に、尾関には忠節はあっても罪はないとして遺族には加増をもって報いるように指示している。